# MTV Video Music Awards 1991
Die Verleihung der MTV Video Music Awards 1991 fand am 5. September 1991 statt. Verliehen wurde der Preis an Videos, die vom 2. Juni 1990 bis zum 15. Juni 1991 ihre Premiere hatten. Die Verleihung fand im Universal Amphitheatre, Universal City, Kalifornien statt. Moderator war Arsenio Hall.
Gewinner des Abends war R.E.M., die insgesamt sechs Trophäen für Losing My Religion erhielten, darunter den Preis für das Video des Jahres. Mit zehn Nominierungen führten sie auch die Nominierungsliste an.
Mit dem Best Long Form Video wurde ein neuer Moonmen eingeführt, der jedoch erst 2016 mit dem Breakthrough Long Form Video fortgesetzt wurde. Der Preis „Best Post-Modern Video“ wurde in „Best Alternative Video“ umbenannt. Der Preis „Video Vanguard Award“ wurde zu Ehren von Michael Jackson in den „Michael Jackson Video Vanguard Award“ umbenannt.
Aufreger des Jahres war der Auftritt von Prince, dessen Outfit einen nackten Hintern sehen ließ.

## Nominierte und Gewinner
Die jeweils fett markierten Künstler zeigen den Gewinner der Kategorie an.

### Video of the Year
R.E.M. – Losing My Religion
- C+C Music Factory – Gonna Make You Sweat (Everybody Dance Now)
- Deee-Lite – Groove Is in the Heart
- Divinyls – I Touch Myself
- Chris Isaak – Wicked Game (Concept)
- Queensrÿche – Silent Lucidity

### Best Male Video
Chris Isaak – Wicked Game (Concept)
- Jon Bon Jovi – Blaze of Glory
- Gerardo – Rico Suave
- George Michael – Freedom! ’90

### Best Female Video
Janet Jackson – Love Will Never Do (Without You)
- Paula Abdul – Rush Rush
- Neneh Cherry – I've Got You Under My Skin
- Amy Grant – Baby Baby
- Madonna – Like a Virgin (Truth or Dare version)

### Best Group Video
R.E.M. – Losing My Religion
- The Black Crowes – She Talks to Angels
- Divinyls – I Touch Myself
- Queensrÿche – Silent Lucidity

### Best New Artist in a Video
Jesus Jones – Right Here, Right Now
- C+C Music Factory – Gonna Make You Sweat (Everybody Dance Now)
- Deee-Lite – Groove Is in the Heart
- Gerardo – Rico Suave
- Seal – Crazy

### Best Metal/Hard Rock Video
Aerosmith – The Other Side
- AC/DC – Thunderstruck
- Alice in Chains – Man in the Box
- The Black Crowes – She Talks to Angels
- Faith No More – Falling to Pieces
- Guns N' Roses – You Could Be Mine
- Queensrÿche – Silent Lucidity
- Warrant – Uncle Tom’s Cabin

### Best Rap Video
LL Cool J – Mama Said Knock You Out
- 3rd Bass – Pop Goes the Weasel
- DJ Jazzy Jeff & The Fresh Prince – Summertime
- Ice-T – New Jack Hustler (Nino's Theme)
- Monie Love – It's a Shame (My Sister)

### Best Dance Video
C+C Music Factory – Gonna Make You Sweat (Everybody Dance Now)
- Bingoboys (featuring Princessa) – How to Dance
- Deee-Lite – Groove Is in the Heart
- EMF – Unbelievable

### Best Alternative Video
Jane’s Addiction – Been Caught Stealing
- Jesus Jones – Right Here, Right Now
- R.E.M. – Losing My Religion
- The Replacements – When It Began

### Best Video From a Film
Chris Isaak – Wicked Game (aus Wild at Heart)
- Bryan Adams – (Everything I Do) I Do It for You (aus Robin Hood – König der Diebe)
- Jon Bon Jovi – Blaze of Glory (aus Blaze of Glory – Flammender Ruhm)
- Guns n’ Roses – You Could Be Mine (aus Terminator 2 – Tag der Abrechnung)

### Best Long Form Video
Madonna – The Immaculate Collection
- Aerosmith – Things That Go Pump in the Night
- Peter Gabriel – POV
- R.E.M. – Tourfilm

### Breakthrough Video
R.E.M. – Losing My Religion
- Deee-Lite – Groove Is in the Heart
- Enigma – Sadeness (Part I)
- Seal – Crazy

### Best Direction in a Video
R.E.M. – Losing My Religion (Regie: Tarsem)
- Chris Isaak – Wicked Game (Concept) (Regie: Herb Ritts)
- George Michael – Freedom! ’90 (Regie: David Fincher)
- Queensrÿche – Silent Lucidity (Regie Matt Mahurin)

### Best Choreography in a Video
C+C Music Factory – Gonna Make You Sweat (Everybody Dance Now) (Choreograf: Jamale Graves)
- Janet Jackson – Love Will Never Do (Without You) (Choreografen: Herb Ritts, Janet Jackson und Tina Landon)
- Madonna – Like a Virgin (Truth or Dare version) (Choreograf: Vincent Paterson)
- MC Hammer – Pray (Jam the Hammer Mix) (Choreografen: MC Hammer und Ho Frat Hooo!)

### Best Special Effects in a Video
Faith No More – Falling to Pieces (Special Effects: David Faithfull and Ralph Ziman)
- Neneh Cherry – I've Got You Under My Skin (Special Effects: Pitov)
- MC Hammer – Here Comes the Hammer (Special Effects: Fred Raimondi und Maury Rosenfeld)
- The Replacements – When It Began (Special Effects: Carl Bressler und Paul Rachman)
- Seal – Crazy (Special Effects: Big TV!)
- Bart Simpson – Do the Bartman (Special Effects: Brad Bird)

### Best Art Direction in a Video
R.E.M. – Losing My Religion (Art Director: José Montaño)
- Edie Brickell & New Bohemians – Mama Help Me (Art Director: Leonardo)
- C+C Music Factory – Things That Make You Go Hmmm... (Art Director: Marcus Nispel)
- Faith No More – Falling to Pieces (Art Director: David Faithfull)
- Janet Jackson – Love Will Never Do (Without You) (Art Director: Pierluca De Carlo)
- Jellyfish – The King Is Half-Undressed (Art Director: Michael White)
- George Michael – Freedom! ’90 (Art Director: John Beard)

### Best Editing in a Video
R.E.M. – Losing My Religion (Schnitt: Robert Duffy)
- C+C Music Factory – Gonna Make You Sweat (Everybody Dance Now) (Schnitt: Marcus Nispel)
- Deee-Lite – Groove Is in the Heart (Schnitt: Hiroyuki Nakano)
- Chris Isaak – Wicked Game (Concept) (Schnitt: Bob Jenkis)
- George Michael – Freedom! ’90 (Schnitt: James Haygood und George Michael)
- Seal – Crazy (Schnitt: Big TV!)

### Best Cinematography in a Video
Chris Isaak – Wicked Game (Concept) (Kamera: Rolf Kestermann)
- LL Cool J – Mama Said Knock You Out (Kamera: Stephen Ashley Blake)
- George Michael – Freedom! ’90 (Kamera: Mike Southon)
- R.E.M. – Losing My Religion (Kamera: Larry Fong)

### Viewer’s Choice
Queensrÿche – Silent Lucidity
- C+C Music Factory – Gonna Make You Sweat (Everybody Dance Now)
- Deee-Lite – Groove Is in the Heart
- Divinyls – I Touch Myself
- Chris Isaak – Wicked Game (Concept)
- R.E.M. – Losing My Religion

### International Viewer's Choice Awards

#### MTV Asia
Cui Jian – Wild in the Snow
- Kenny Bee – Be Brave to Love
- Bird – Prik Kee Noo
- Chris Ho – Fictional Stuff

#### MTV Australia
Yothu Yindi – Treaty (Filthy Lucre Mix)
- Crowded House – Chocolate Cake
- Ratcat – Don't Go Now
- Third Eye – The Real Thing

#### MTV Brasil
Sepultura – Orgasmatron
- Cidade Negra – Falar a Verdade
- Engenheiros do Hawaii – Refrão de Bolero
- Kid Abelha – Grand' Hotel
- Os Paralamas do Sucesso – Caleidoscópio

#### MTV Europe
Roxette – Joyride
- EMF – Unbelievable
- Pet Shop Boys – Being Boring
- Seal – Crazy

#### MTV Internacional
Franco De Vita – No Basta
- Emmanuel – Bella Señora
- Juan Luis Guerra & 440 – A Pedir Su Mano
- Los Prisioneros – Estrechez de Corazón

#### MTV Japan
Flipper's Guitar – Groove Tube
- Rest nicht bekannt

### Michael Jackson Video Vanguard Award
Bon Jovi

Wayne Isham

## Liveauftritte
- Van Halen – Poundcake
- Mötley Crüe – Don't Go Away Mad
- C+C Music Factory – Medley: Things That Make You Go Hmmm.../Here We Go (Let's Rock & Roll)/Gonna Make You Sweat (Everybody Dance Now)
- Poison – Talk Dirty to Me
- Mariah Carey – Emotions
- EMF – Unbelievable (live aus dem Town and Country Club in London)
- Paula Abdul – Vibeology
- Queensrÿche – Silent Lucidity
- LL Cool J – Mama Said Knock You Out
- Metallica – Enter Sandman
- Don Henley – The Heart of the Matter
- Guns N' Roses – Live and Let Die (live aus dem Wembley Stadium in London)
- Prince and The New Power Generation – Gett Off

Houseband
- Was (Not Was)

## Auftritte
- Pee-wee Herman – eröffnete die Show
- Linda Hamilton und Steven Tyler – präsentierten Best Group Video
- Downtown Julie Brown – trat in diversen Viewer’s Choice-Spots auf
- Christian Slater – präsentierte Best Video from a Film
- Lenny Kravitz – präsentierte Breakthrough Video
- Kurt Loder – führte diverse Interviews
- DJ Jazzy Jeff & The Fresh Prince – präsentierten Best Dance Video
- Martha Quinn – trat in diversen Spots auf
- Dennis Hopper – präsentierte Best Direction in a Video
- Fred Savage – trat mit Pauly Shore auf
- Pauly Shore und Cindy Crawford – präsentierten Best Long Form Video
- Color Me Badd – präsentierten Best Choreography in a Video
- John Norris – trat in diversen Spots auf
- Billy Idol – präsentierte Best Alternative Video
- N.W.A – präsentierten Best Rap Video
- Mike Myers und Dana Carvey (als Wayne und Garth aus Wayne's World) – stellten die gewinner der technischen Kategorien vor
- Jason Priestley und Jennifer Connelly – präsentierten Best New Artist in a Video
- Ed Lover und Doctor Dré – traten in diversen Spots auf
- C. C. DeVille – trat mit Downtown Julie Brown auf
- Pip Dann – präsentierte den  International Viewer's Choice Award von MTV Europe
- VJs Nonie (Asia), Richard Wilkins (Australia), Thunderbird (Brasil), Daisy Fuentes (Internacional) und Dionne Mitsuoka (Japan) – stellten die Viewer's Choice-Gewinner vor
- James Brown und MC Hammer – präsentierten einen Moonman für Arsenio Hall, der die Verleihung seit vier Jahren leitete
- Spinal Tap – präsentierten Best Metal/Hard Rock Video
- Cher – präsentierte Best Male Video und Best Female Video
- George Michael und Cindy Crawford – präsentierten Video of the Year